# 11.º Batallón de Ingenieros de la Luftwaffe
El 11.º Batallón de Ingenieros de la Luftwaffe (11. Luftwaffen-Pionier-Bataillon) fue una unidad de la Luftwaffe durante la Segunda Guerra Mundial.

## Historia
Fue formado en octubre de 1942 en Münsterlager con tres compañías y una columna. El 1 de noviembre de 1943 las partes fueron absorbidas por el ejército y el batallón fue renombrado como el 11.º Batallón de Ingenieros (L).

## Servicios
- Bajo la 11.ª División de Campaña de la Fuerza Aérea.